# 栗林站 (日本)
栗林站（日语：／ Ritsurin eki */?）是一位於日本香川縣高松市藤塚町三丁目，隸屬於四國旅客鐵道（JR四國）的鐵路車站。車站編號為T25，是JR四國所有車站中20個最繁忙的車站之一。它是特急列車「渦潮」（うずしお）的停車站，而且上下行所有班次均會停靠。本的站牌上有附有副站名「栗林公園」，但車站的實際位置與栗林公園並不接近，就連直線距離也比高松琴平電氣鐵道（琴電）琴平線上的栗林公園還遠。與該公園最接近的車站應為栗林公園北口。
本站位處高松市的商業中心區域，但位置稍比位處市區正中心、琴電的主要樞紐瓦町略遠，再加上班次、車費上JR四國都處於不利因素，栗林站曾多次打入JR四國排名第20大的車站，但旅運量和瓦町比起仍有明顯的差距。2013年度更跌出20名以外，2014年度才返回第20位。

## 車站結構
目前使用中的為第二代站舍，以鋼筋混凝土所建成，地下為車站入口，以樓梯接駁，樓梯旁原本設有便利商店，但已於2011年結業。2樓為車站大堂，設有站務室、綠窗口、售票機及洗手間。車站職員均是由高松委派過來的。3樓則為候車月台，設有扶手電梯及樓梯連接月台及大堂。此外，車站設有停車場。

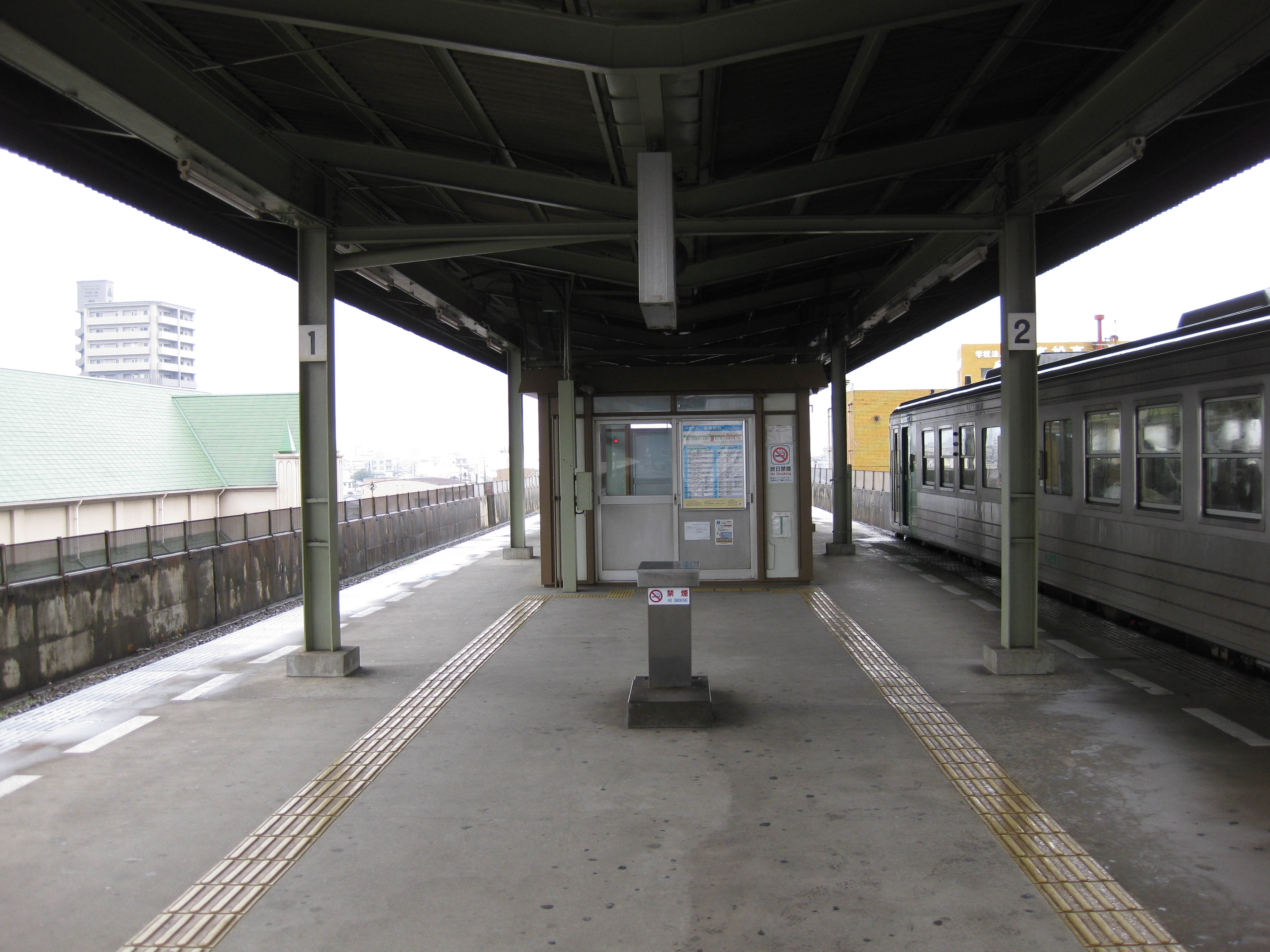
栗林站月台，正前方為候車室。

設有島式月台1座，提供1線2面的配置，月台中央部份設有上蓋，並設有候車室。1號月台為主軌道，有效長度達7輛；而2號月台則為避車線，有效長度更達8輛。
過往國鐵時代，因為部份特急列車不停靠本站，因此待避列車均駛入2號月台。但目前的栗林是所有列車的停車站，因此基本上將1號月台設定為下行往德島方向；而2號月台則為上行往高松方向。另外，兩邊軌道離站後均有緊急刹車側軌和轉轍器。

### 月台配置
| 月台 | 路線    | 方向 | 目的地               | 備註             |
| ---- | ------- | ---- | -------------------- | ---------------- |
| 1    | ■高德線 | 下行 | 德島、阿南、牟岐方向 | 下行主要發車月台 |
| 2    | ■高德線 | 上行 | 高松、岡山方向       | 上行主要發車月台 |

## 歷史
- 1925年12月21日：開業。
- 1976年11月1日：車站高架化。
- 1987年4月1日：日本國鐵分割民營化，車站的營運由JR四國繼承。
- 2020年3月：將增設對應ICOCA及其他日本全國互相通用IC卡的簡易讀寫器[4]。

## 歷年乘車人數
- 1079人（2008年度）
- 1087人（2009年度）
- 2010年度資料欠奉
- 1123人（2011年度）
- 1097人（2014年度）

## 相鄰車站
※停靠此站的特急「渦潮」的相鄰停靠站參見列車條目。
四國旅客鐵道（JR四國）
■高德線
栗林公園北口（T26）－栗林（T25）－木太町（T24）

## 外部連結
- JR四國栗林站官方介紹。